# دنیلو ایناتنکو
دنیلو ایناتنکو (اوکراینی: Данило Ігорович Ігнатенко؛ زادهٔ ۱۳ مارس ۱۹۹۷) بازیکن فوتبال اهل اوکراین است.
از باشگاه‌هایی که در آن بازی کرده‌است می‌توان به باشگاه فوتبال شاختار دونتسک و باشگاه فوتبال متالورگ زاپروژیا اشاره کرد.
وی همچنین در تیم ملی فوتبال زیر ۲۱ سال اوکراین بازی کرده‌است.